# Transports au Liban

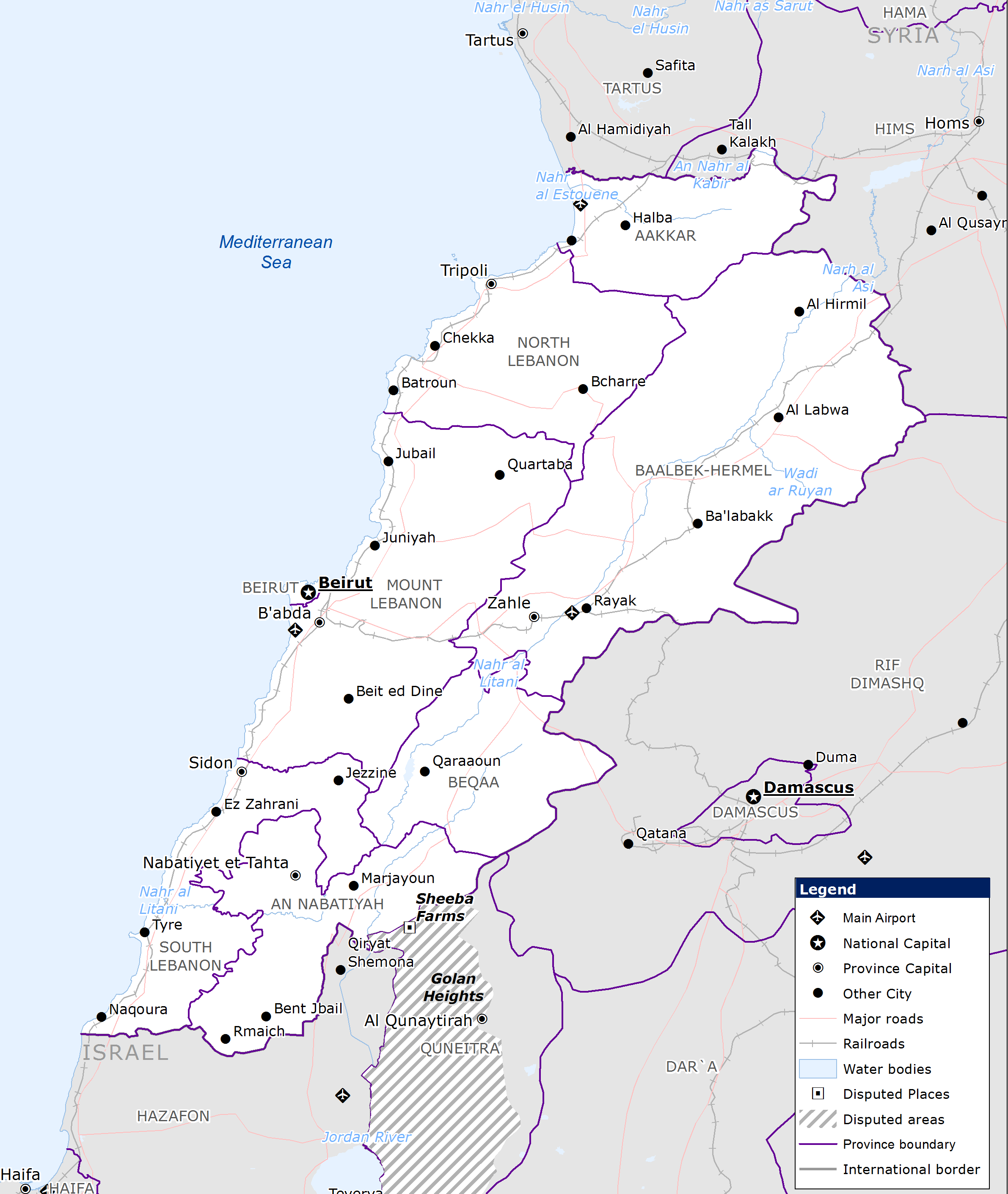
Carte du Liban, avec les principaux axes routiers, voies ferrées, ports et aéroports.

Les transports au Liban comprennent les transports routiers, maritimes et aériens.

## Transports routiers

### Infrastructure

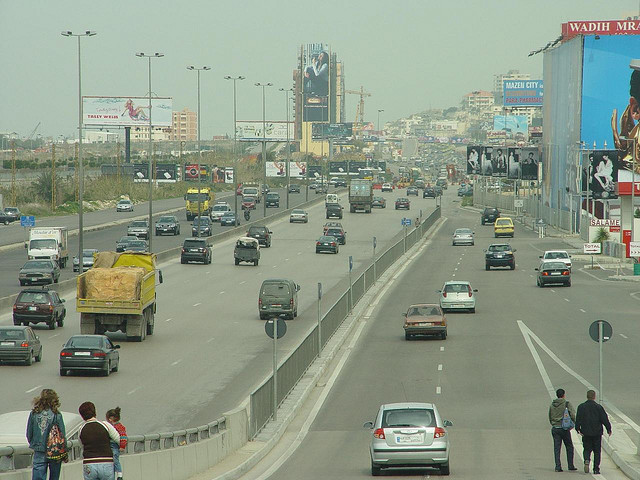
Autoroute au Liban.

Le réseau routier libanais est en grande partie asphalté mais se trouve dans un mauvais état à cause des guerres successives et du manque d'entretien même si celui-ci s'est tout de même amélioré . Il se concentre surtout le long de la Méditerranée et sur le versant occidental de la première chaine de montagne, à savoir le Mont-Liban.
Le parc automobile libanais est immense mais en vain puisque les infrastructures font défaut.
Le pays participe au réseau routier du Mashreq Arabe.

### Transports en commun
Cinq types de transports en commun existent au Liban :
- les bus de la compagnie d'état Lebanese commuting company (LCC) qui ne desservent que Beyrouth et sa banlieue. Le trajet est de 2000 livres libanaises (de l'ordre d’un euro).
- les bus des compagnies privées : ils desservent principalement la liaison routière entre Tripoli et Beyrouth et les villes sur le chemin. La qualité de service dépend de la compagnie.
- les minibus privés qui desservent tout le pays. Ce sont en général des minibus bondés ou bien des cars rafistolés de manière assez cocasse. Ils sont très bon marché, un trajet entre Beyrouth et Tripoli ne coûte pas plus de 2000 livres libanaises (de l'ordre de un euro).
- les "services" : ce sont en fait des taxis collectifs, le plus souvent d'antiques Mercedes 280. Leur tarif n'est pas cher mais on doit partager le véhicule avec d'autres voyageurs. Dans Beyrouth, le prix d'un trajet est de 2000 livres libanaises. Les compteurs sont inexistants et pour monter ou descendre, il suffit de faire un signe de la main.
- les taxis des compagnies privées, onéreux. Ils circulent en général dans Beyrouth et ses environs.

La circulation est parmi les plus difficiles et chaotiques du monde. En effet, en plus de l'anarchie totale de la conduite qu'on rencontre au Moyen-Orient, la signalisation routière même la plus basique est quasi inexistante, hormis dans le nouveau centre-ville de Beyrouth où elle recommence à faire son apparition.

## Transports maritimes

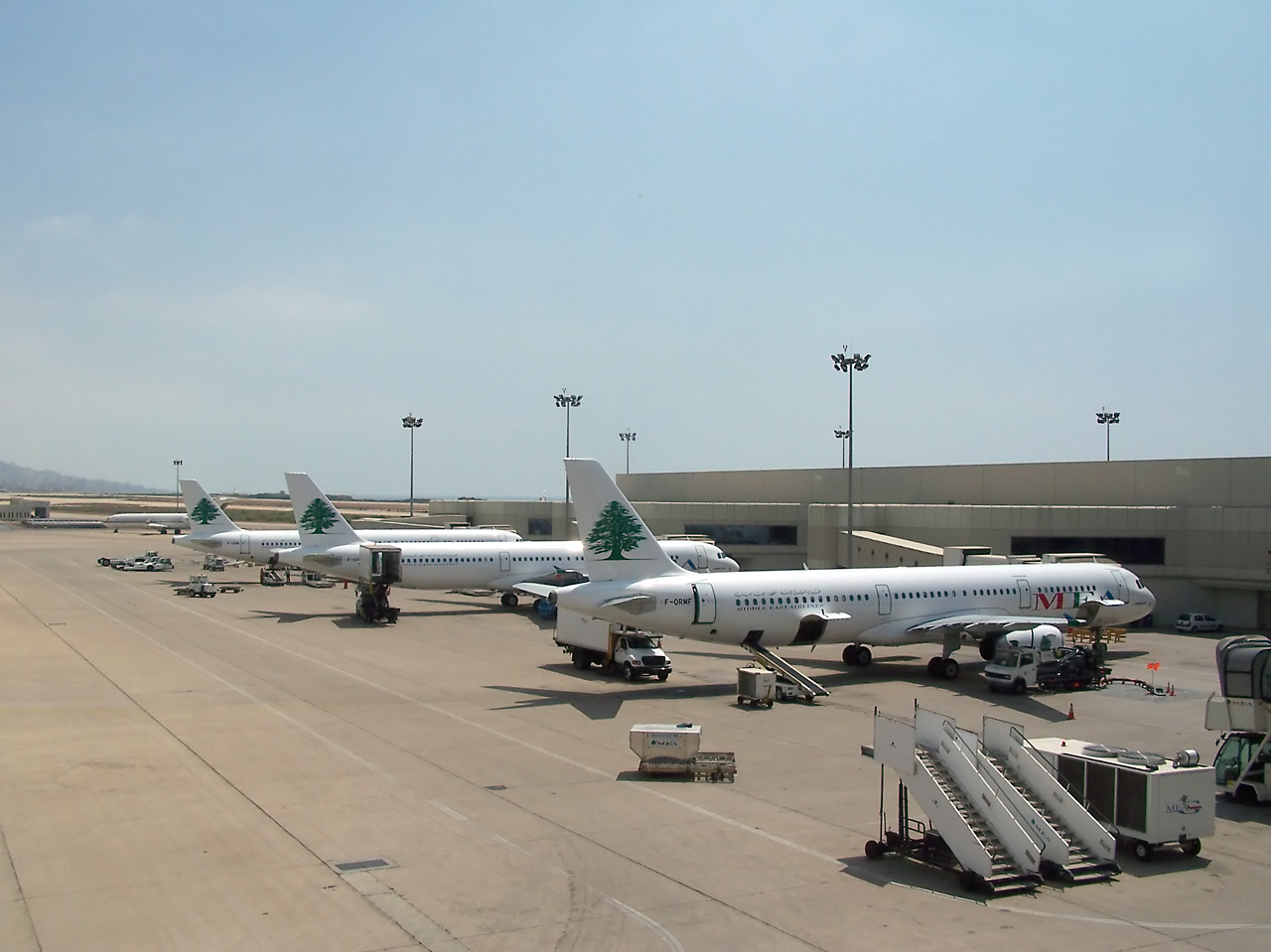
Vue du côté est de l'aéroport de Beyrout Rafic Hariri International (BEY/OLBA).

Les trois principaux ports du Liban, conçus pour les marchandises arrivant principalement de Chypre, de Grèce ou encore d'Égypte sont situés à Beyrouth, la capitale, à Tripoli, la deuxième ville du pays, et à Jounieh, à une trentaine de kilomètres au nord de Beyrouth.
D'autres ports plus petits accueillent les bateaux de loisirs et de pêche. Les cinq principaux sont situés à Beyrouth, à côté du port des marchandises, à Sidon, à 40 kilomètres au sud de Beyrouth, à Tyr, à 80 kilomètres au sud de Beyrouth, et à Byblos, à 40 kilomètres au nord de Beyrouth.

## Transports aériens
- Le Liban possède sa propre compagnie aérienne, MEA, Middle East Airlines, qui dessert une grande partie de l'Afrique, l'Europe et l'Asie.
- TMA, Trans Mediterranean Airways, est une compagnie aérienne du Liban spécialisée dans le fret et assurant occasionnellement des vols charters.
- Menajet est une société libanaise, proposant ses services (location d'appareil, mise à disposition d'équipages, maintenance, assurance, …) aux compagnies aériennes, agences de voyages et voyagistes.
- ADC Airways est une compagnie charter libanaise.

## Réseau ferroviaire

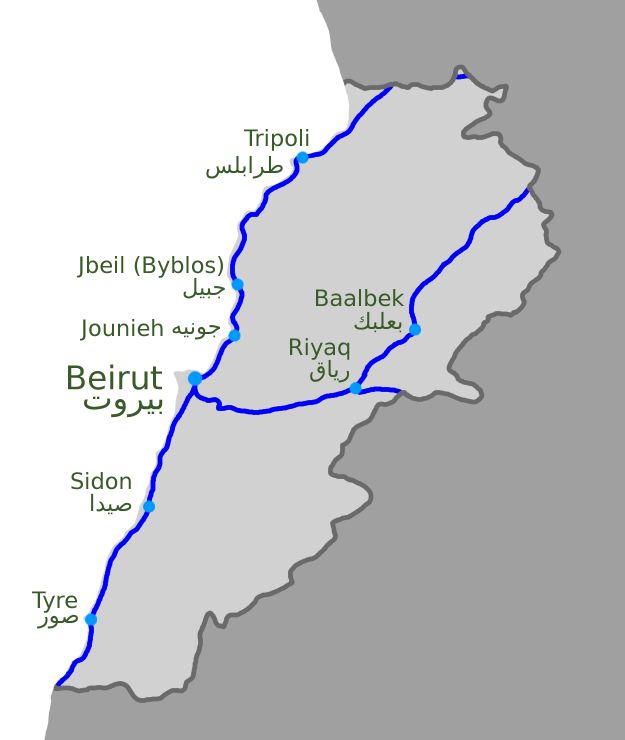
Réseau ferroviaire au Liban.

Avant la guerre civile libanaise (1975-1990), il existait au Liban un réseau ferroviaire, aujourd'hui totalement détruit et qui ne fonctionne pas. Des gares saccagées, des rails tordus, des locomotives ou des wagons criblés de balles sont encore visibles.